# Little City (Oklahoma)
Little City est une census-designated place du comté de Marshall, dans l'État d'Oklahoma, aux États-Unis. En 2020, elle compte une population de 136 habitants.